# Monterrey (Peru)
Monterrey ist eine Ortschaft im Distrikt Independencia in der Provinz Huaraz in der Region Ancash in West-Peru. Monterrey liegt auf einer Höhe von etwa 2950 m am rechten Flussufer des nach Norden strömenden Río Santa.
Monterrey liegt an einer Straße, die das ganze Hochtal Callejón de Huaylas durchzieht. Nach Süden sind es 6 km bis nach Huaraz und nach Norden 26 km bis nach Carhuaz. Außerdem führt noch ein Fußweg die Cordillera Blanca hinauf nach Willkawain (ca. 4 km) und noch weiter hinein ins Gebirge bis in die Regionen des ewigen Eises. Im Ort selbst gibt es ein Thermalbad.